# Булгар джамия (Казан)
Вижте пояснителната страница за други значения на Булгар джамия.
Булгар джамия (на руски: Мечеть Булгар; на татарски: Болгар мәчет или Bolğar mäçet) е мюсюлмански храм в Казан, Русия. Намира се в новата част на татарската столица, в Новосавиновския района на Казан. Построена е по повод 1100-годишнина от приемането на исляма във Волжка България.
Строежът на Булгар джамия започва в началото на 90-те години на 20 век. Отреденият парцел за строеж е било запустяло блатисто място. Така, когато през 1991 година започва изграждането на храма, първата работа на строителите на джамията е да отводнят терена. Архитекти на Булгар джамия са Валерий Логинов и Евгений Прокофиев. Мюсюлманският храм има доста оригинална композиция. В нея са съчетани различни по величина обеми, които са врязани един в друг по диагонал от югозапад на североизток. По традиция джамията има отделни входове и помещения за мъжете и жените. Основната молитвена зала е на втория етаж, а на първия е женското помещение. Минарето на Булгар джамия е високо 35 метра и доминира над близката околност. Целият храмов комплекс е построен от бели тухли, които са в хармония с жилищните блокове около джамията. Специалисти определят Булгар джамия като съвременно мюсюлманска религиозна сграда, изпълнена във формите на рационалистическата архитектура.
Интериорът на Булгар джамия е доста минималистичен. Предвидената богата декорация и вътрешно оформление остава само на чертежите поради липсата на достатъчно пари. Единствено килимите и завесите украсяват интериора на джамията.
Булгар джамия е открита за вярващите през 1993 година. Големи зслуги за построяването на джамията има първият ѝ имам Фарух хазрат Фаязов, на чийто плещи минават всички трудности около градежа на храма. В негова чест е кръстено медресето към Булгар джамия.